# Муринское городское поселение
Му́ринское городско́е поселе́ние — муниципальное образование в составе Всеволожского района Ленинградской области.
Административный центр — город Мурино.
Одно из наименьших по площади муниципальных образований Ленинградской области.

## Географическое положение
- Общая площадь: 19,81 км²
- Местонахождение: западная часть Всеволожского района
- Граничит:
  - на западе и севере — с Бугровским городским поселением
  - на востоке — с Новодевяткинским сельским поселением
  - на юго-востоке — с Всеволожским городским поселением
  - на юге — с Санкт-Петербургом
- По границе территории поселения протекает река Охта
- По территории поселения проходит железная дорога, имеется станция Девяткино
- По территории поселения проходит линия метро , имеется станция метро «Девяткино»

По территории поселения проходят автодороги:
- А118 (Кольцевая автомобильная дорога вокруг Санкт-Петербурга)
- 41К-065 (Санкт-Петербург — Матокса)
- 41К-305 (подъезд к дер. Лаврики)
- Расстояние от административного центра поселения до районного центра — 24 км[5].

## История
В начале 1920-х годов в составе Муринской волости Петроградского уезда Петроградской губернии был образован Муринский сельсовет.
В августе 1927 года Муринский сельсовет вошёл в состав Парголовского района Ленинградской области.
20 августа 1930 года Парголовский район был ликвидирован, Муринский сельсовет вошёл в состав Ленинградского Пригородного района.
19 августа 1936 года Муринский сельсовет в составе восстановленного Парголовского района.
3 апреля 1954 года Парголовский район был упразднён, Муринский сельсовет вошёл в состав Всеволожского района.
18 января 1994 года постановлением главы администрации Ленинградской области № 10 «Об изменениях административно-территориального устройства районов Ленинградской области» Муринский сельсовет, так же как и все другие сельсоветы области, преобразован в Муринскую волость.
1 января 2006 года в соответствии с областным законом № 17-оз от 10 марта 2004 года образовано Муринское сельское поселение в его состав вошла часть территории бывшей Муринской волости за исключением Новодевяткинского сельского поселения.
26 апреля 2019 года в соответствии с областным законом № 17-оз от 15 апреля 2019 года одновременно с присвоением Мурину статуса города Муринское сельское поселение было преобразовано в Муринское городское поселение.

## Население
| 2006     | 2010     | 2011    | 2012    | 2013    | 2014    | 2015     |
| -------- | -------- | ------- | ------- | ------- | ------- | -------- |
| 5700     | ↗7949    | ↗7977   | ↗8346   | ↗9073   | ↗9945   | ↗10 976  |
| 2016     | 2017     | 2018    | 2019    | 2020    | 2021    | 2023     |
| ↗14 160  | ↗20 718  | ↗30 801 | ↗49 664 | ↗65 885 | ↗89 420 | ↗104 911 |
| 2024     | 2025     |         |         |         |         |          |
| ↗112 822 | ↗116 575 |         |         |         |         |          |

## Состав городского поселения
| № | Населённый пункт | Тип населённого пункта        | Население       |
| - | ---------------- | ----------------------------- | --------------- |
| 1 | Лаврики          | деревня                       | ↘282 (2025)     |
| 2 | Мурино           | город, административный центр | ↗116 293 (2025) |

## Инфраструктура
Мурино расположено на границе Санкт-Петербурга и Ленинградской области. На 1 января 2019 года жилой фонд муниципального образования состоит из 167 многоквартирных домов, это 74 110 квартир. Всего по проектам планировки на территории муниципального образования запланировано строительство 64 детских дошкольных учреждений на 7980 мест, из них построено 25 на 2985 мест.
На территории поселения функционирует Северный автовокзал Санкт-Петербурга.
Муринское городское поселение — единственное поселение Ленинградской области, имеющее станцию метрополитена, совмещённую с одноимённой железнодорожной станцией «Девяткино». К 2022 году планируется завершение строительства первой очереди транспортно-пересадочного узла «Девяткино», который объединит автовокзал, станцию метро и железнодорожную платформу.
В 2019 году свое начало получили работы по строительству транспортной развязки кольцевой автодороги Санкт-Петербурга с проспектом Авиаторов Балтики с целью подключения транспортно-пересадочного узла «Девяткино» к дорожной сети Санкт-Петербурга.

## Побратимы
13 апреля 2011 года после подписания в президентском дворце Бельвю в Берлине соглашения о партнерстве на местном уровне побратимом Муринского сельского поселения стал Царрентин-на-Шальзе.

## Фото
- Мурино, микрорайон Западный
- Мурино, микрорайон Западный
- Мурино, микрорайон Центральный
- Исторический район Медвежий Стан
- Церковь Св. вмц. Екатерины
- Часовня Александра Невского в Мурино
- Мурино, микрорайон Центральный
- Деревня Лаврики